# Pöls
Pöls is een plaats en voormalige gemeente in de Oostenrijkse deelstaat Stiermarken.
Pöls telt 2686 inwoners.

## Geschiedenis
Pöls maakte deel uit van het district Judenburg tot dit op 1 januari fuseerde met het district Knittelfeld tot het huidige district Murtal. Op diezelfde dag fuseerde Pöls met Oberkurzheim tot de gemeente Pöls-Oberkurzheim.
- MusicBrainz: 404526fe-2d94-465d-8eca-0d3cc67e4cd4